# Clu Clu Land
Clu Clu Land (クルクルランド?, Kurukuru Rando) è un videogioco rompicapo del 1984 pubblicato da Nintendo per Nintendo Entertainment System. Distribuito tra i titoli di lancio della console negli Stati Uniti d'America, il gioco ha ricevuto conversioni per Game Boy Advance e Sharp Zaurus, oltre ad essere disponibile per Wii, Nintendo 3DS e Wii U tramite Virtual Console. È stata inoltre realizzata una versione per Famicom Disk System e un coin-op appartenente alla serie Nintendo Vs. dal titolo Vs. Clu Clu Land.
Il titolo del gioco deriva dall'onomatopea giapponese kuru kuru.

## Modalità di gioco
In Clu Clu Land, il giocatore comanda una specie di pesciolino rosso femmina di nome Bubbles, la quale nuota in uno stagno cercando gioielli; scopo del gioco, sarà proprio quello di raccogliere questi gioielli, stando attenti a non farsi colpire dai nemici, pure loro nello stagno.